# BSP—联合左翼

BSP—联合左翼标志

BSP—联合左翼（羅馬化：BSP – Obedinena Levitsa）是保加利亚的一个选举联盟。该联盟最早形成于1991年，当时取名为选举前联盟；后来，多次重组和改名，曾用名包括：民主左翼（1994年—1997年）、为了保加利亚联盟（2001年—2005年，2009年，2013年）、欧洲社会主义者纲领（2007年）、BSP—左翼保加利亚（2014年）、为了保加利亚BSP（2017年，2021年，2022年—2023年，2024年）；2024年10月起，使用现名。该联盟一直由保加利亚社会党（BSP）领导。

## 目前的成员党
- 保加利亚社会党
- 争取保加利亚复兴替代（英语：Alternative for Bulgarian Revival）
- 保加利亚社会民主—欧洲左翼（英语：Bulgarian Social Democracy – EuroLeft）
- 保加利亚之春
- 保加利亚共产党 (1996年)
- 生态公开性（英语：Ecoglasnost）
- 欧洲安全和一体化（英语：European Security and Integration）
- 争取社会人文主义运动（英语：Movement for Social Humanism）
- 道德、倡议、爱国主义
- 运动21（英语：Movement 21）
- 站起来.BG（英语：Stand Up.BG）
- 政治俱乐部“色雷斯”
- 为了祖国联盟